# Cue
För andra betydelser, se Cue (olika betydelser).
Cue är/var en svensk popmusikduo. Den består av sångaren Niklas Hjulström och musikern Anders Melander. Bandet fick 1997 en stor hit med låten "Burnin'" (från tv-serien Glappet), skriven av Anders Melander. Den låg på den svenska försäljningslistan under 29 veckor 1997–1998, fyra veckor på topplats. Låten låg även på listorna i Finland och Norge.
År 1999 fick bandet ytterligare en hit med låten Crazy och år 2000 gav duon ut albumet Cue. År 2006 kom det andra albumet Guide in Blue.
I TV-serien, och i den ursprungliga musikvideon, spelade fotomodellen Santiago Cambón rollen som Cue.  

## Diskografi

### Album
- 2000 - Cue
- 2006 - Guide in Blue
- 2013 - Back to See This Place

### Singlar
- 1997 - Burnin'
- 2000 - Crazy
- 2000 - Sway
- 2000 - Hello
- 2006 - Take Me Home